# Edward Dahlberg
Edward Dahlberg (ur. 22 lipca 1900 w Bostonie, zm. 27 lutego 1977 w Santa Barbara) – amerykański powieściopisarz i eseista.
Wczesne dzieciństwo spędził wędrując z matką po południowych i zachodnich stanach Stanów Zjednoczonych. W 1905 rodzina osiedliła się w Kansas City. W kwietniu 1912 trafił do żydowskiego sierocińca w Cleveland, gdzie przebywał w 1917. Studiował na University of California, Berkeley i Columbia University. W latach 20. XX w. mieszkał w Paryżu i Londynie. Debiutował w 1929 powieścią Bottom Dogs. Po odwiedzeniu Niemiec w 1933 wstąpił do partii komunistycznej, z której wystąpił w 1936. Od lat 40. XX w. był nauczycielem akademickim; wykładał m.in. w Black Mountain College.